# Pingjiang-Aufstand
Der Pingjiang-Aufstand (chinesisch 平江起义, Pinyin Pingjiang qiyi, englisch Pingjiang Uprising) war ein im Jahr 1928 von Peng Dehuai, Teng Daiyuan, Huang Gonglüe und anderen Kommunisten im Kreis Pingjiang der heutigen bezirksfreien Stadt Yueyang im Nordosten der chinesischen Provinz Hunan organisierter Aufstand, der wie der Nanchang-Aufstand (1927) scheiterte. 
Peng Dehuai führte seinen Truppenverband danach in das Jinggang-Gebirge und vereinte ihn mit dem von Mao Zedong. 
Die Stätte des Pingjiang-Aufstandes (Pingjiang qiyi jiuzhi), ein Kilometer nordöstlich von Chengguan im Kreis Pingjiang steht seit 1988 auf der Liste der Denkmäler der Volksrepublik China (3-27).